# 樊守义
樊守义（1682年—1753年），生于山西省平阳府绛州（今新绛县）。康熙时出使西洋的使者及耶穌會神父。

## 生平
康熙四十六年（1707年），教皇使节铎罗在华发布南京教令，禁止中国天主教徒敬拜祖先。康熙帝大怒，下令驱逐铎罗，遣送澳门关押。为向教宗澄清中国礼仪之争，康熙帝派耶稣会法国传教士艾若瑟出使罗马，中国青年天主教徒樊守义随行。
樊守义随同艾若瑟，从葡萄牙占领的澳门启航，经婆罗洲、马六甲、苏门答腊，入大洋，航行三四月抵达葡萄牙首都里斯本，获葡萄牙国王若昂五世召见。（葡萄牙国王被教宗授予东亚传教的保教权。）
在里斯本停留四个月后，于康熙四十八年（1709年）正月再启程，经直布罗陀海峡，遇风停留在西班牙安达鲁西亚，停留后再启程前往意大利。二月下旬，抵达热那亚，取陆路经比萨、锡耶纳等地，抵达罗马，晋见教宗克勉十一世。艾若瑟和樊守义将康熙帝关于铎罗来华、中国礼节问题和西洋教务问题的旨意，详细向教宗呈述。教宗听后，双目含泪说，“我从来没有令鐸羅如此发言行事”。
在罗马期间，艾若瑟和樊守义受到克勉十一世接待，参观宫殿和图书馆。樊守义居意大利9年，先后在都灵、罗马学习，并遍游意大利名城弗拉斯卡蒂、蒂沃利、那波利、卡普阿、博洛尼亚、摩德纳、帕尔马、帕维亚、米兰、福尔切利、都灵、皮埃蒙特等地。
1718年（康熙五十七年），教宗收到康熙皇帝朱笔文书，召见艾若瑟、樊守义，口谕：“你们可以回国，我将另遣使臣前往，向中国皇帝逐条陈奏”。樊守义随艾若瑟东还，途中经过葡萄牙，再次获得葡萄牙国王接见，赐问良久，并获赐黄金百两。归途中艾若瑟不幸在好望角前往印度舟中病故，樊守义独自归国，六月十三日抵达广州，九月十一日奉诏到热河，叩见皇上，蒙康熙帝赐见，赐问良久。樊守义著有《身见录》，记述前往西洋的经历。
樊守义在乾隆十八年（1753年）逝世。中国历史学家阎宗临将清康熙年间的樊守义与東晉法显相比，二人都是平阳人，法显最早往佛教国天竺取经，著有《佛国记》；樊守义则远渡重洋，出使聖座，著有《身见录》，具有特殊历史意义。

### 引用
1. ↑  樊守义 《呈广东巡抚奏文》，见阎宗临 《中西交通史》 第118页 2007 广西师范大学出版社 ISBN 7-5633-6510-4
2. ↑  阎宗临《身见录校注·后记》

### 赖以
书籍
- 阎宗临：《中西交通史·身见录校注》. 2007年. 广西师范大学出版社. ISBN 7563365104.